# Operació Breakthrough
L'Operació Breakthrough va ser un esforç internacional per alliberar tres balenes grises del cap de gel àrtic al mar de Beaufort prop de Punta Barrow a l'estat estatunidenc d'Alaska el 1988. La situació de les balenes va generar una atenció mediàtica que va conduir a la col·laboració de diversos governs i organitzacions per alliberar-los. La balena més jove va morir durant l'esforç i es desconeix si les altres dues balenes van sobreviure.

## Esforç de rescat
El 7 d'octubre de 1988, el caçador Inupiaq Roy Ahmaogak va descobrir tres balenes grises atrapades al cap de gel àrtic al mar de Beaufort prop de Punta Barrow a l'estat estatunidenc d'Alaska. El caçador va utilitzar una motoserra per intentar tallar un camí en el gel que portés a aigües obertes. Els seus compatriotes van ajudar al caçador a utilitzar bombes d'aigua per evitar que el gel es reformés durant la nit. Es va estendre la paraula sobre les balenes a través de la comunitat Inupiat i els biòlegs de North Slope Borough, Alaska van visitar el lloc i es van adonar del perill. Un helicòpter pesat Sikorsky S-64 Skycrane es va encarregar de crear forats al gel utilitzant un martell de 5 tones.
La primera notícia sobre les balenes atrapades va ser a Anchorage, Alaska una setmana després. Els rescatadors van intentar demanar prestada una barcassa de Prudhoe Bay, Alaska per trencar el gel i obrir un camí, però la barcassa es va encallar. La situació de les balenes va guanyar més atenció dels mitjans de comunicació, ja que els periodistes van trucar a North Slope Borough i van volar a la zona. El National Oceanic and Atmospheric Administration (NOAA) va enviar un equip de biòlegs de balenes, i el Departament d'Estat dels Estats Units va demanar l'ajuda de dos bucs trencaglaç de la Unió Soviètica, el Vladimir Arseniev i el Admiral Makarov. Quan les balenes van intentar prendre el camí de sortida, un eixam de periodistes els va seguir. El gel tallat de l'esforç de rescat també va ferir les balenes, i va omplir de sang l'aigua. Mentre les balenes estaven en la seva àrea inicial, se'ls donava els noms Inuit de Putu, Siku, i Kanik i els noms anglesos Bonnet, Crossbeak i Bone, respectivament. La balena més jove (Bone), de nou mesos, va morir el 21 d'octubre. El 28 d'octubre, l'Admiral Makarov va trencar una cresta de gel àrtic que tenia 400 m d'ample i 30 m d'alçada. El Vladimir Arseniev va eliminar les restes gelats per crear un camí prou gran perquè teòricament les altres dues balenes s'escapessin.
Després d'obrir el camí, els observadors no podien trobar senyals de les balenes i l'operació es va declarar un èxit. Tanmateix, les dues balenes restants es van informar que tenien una salut molt baixa en el moment del rescat i perquè les etiquetes de ràdio no van ser mai adherides, es desconeix si els animals van sobreviure. L'esforç de rescat va costar US$1 milió i va ser criticat pels científics.

## Retrospectiva
Un expert en balenes va citar l'esforç de rescat com a catalitzador d'una nova perspectiva pública sobre les balenes, dient: "Encara que el rescat de les balenes grises atrapades al gel d'Alaska comportava enormes despeses per invertir en un esdeveniment comú i natural, va subratllar les actituds canviants dels humans cap a les balenes."

## Per a més informació
- Rose, Tom. Freeing the Whales: How the Media Created the World's Greatest Non-Event.  Carol Publishing Corporation, 1989. ISBN 978-1-55972-011-3.